# AG2R Prévoyance 2000
Questa voce raccoglie le informazioni riguardanti l'AG2R Prévoyance nelle competizioni ufficiali della stagione 2000.

## Organico

### Staff tecnico
TM=Team Manager; DS=Direttore Sportivo.
|  | Naz.               | Ruolo | Sportivo       |  |  |  |
|  | ------------------ | ----- | -------------- |  |  |  |
|  | Francia (bandiera) | GN    | Vincent Lavenu |  |  |  |
|  | Francia (bandiera) | DS    | Laurent Biondi |  |  |  |
|  | Francia (bandiera) | DS    | Gilles Mas     |  |  |  |

### Rosa
|  | Naz.                  |  | Sportivo             | Anno |  |  |
|  | --------------------- |  | -------------------- | ---- |  |  |
|  | Francia (bandiera)    |  | Christophe Agnolutto | 1969 |  |  |
|  | Estonia (bandiera)    |  | Lauri Aus            | 1970 |  |  |
|  | Francia (bandiera)    |  | Stéphane Barthe      | 1972 |  |  |
|  | Francia (bandiera)    |  | Philippe Bordenave   | 1969 |  |  |
|  | Russia (bandiera)     |  | Aleksandr Bočarov    | 1975 |  |  |
|  | Francia (bandiera)    |  | Pascal Chanteur      | 1968 |  |  |
|  | Francia (bandiera)    |  | Laurent Estadieu     | 1973 |  |  |
|  | Francia (bandiera)    |  | Alexandre Grux       | 1976 |  |  |
|  | Francia (bandiera)    |  | Nicolas Inaudi       | 1978 |  |  |
|  | Lituania (bandiera)   |  | Arturas Kasputis     | 1967 |  |  |
|  | Estonia (bandiera)    |  | Jaan Kirsipuu        | 1969 |  |  |
|  | Kazakistan (bandiera) |  | Andrei Kivilev       | 1973 |  |  |
|  | Francia (bandiera)    |  | Gilles Maignan       | 1968 |  |  |
|  | Estonia (bandiera)    |  | Innar Mandoja        | 1978 |  |  |
|  | Francia (bandiera)    |  | Benoît Salmon        | 1974 |  |  |
|  | Francia (bandiera)    |  | Julien Thollet       | 1976 |  |  |
|  | Francia (bandiera)    |  | Ludovic Turpin       | 1975 |  |  |

## Palmarès

### Corse a tappe
- Tour de France

7ª tappa (Christophe Agnolutto)
- Post Danmark Rundt

4ª tappa, parte b (Arturas Kasputis)
5ª tappa (Jaan Kisripuu)
- Quatre Jours de Dunkerque

2ª tappa (Arturas Kasputis)
6ª tappa, parte b (Jaan Kirsipuu)
- Étoile de Bessèges

1ª tappa (Jaan Kirsipuu)
3ª tappa (Jaan Kirsipuu)
6ª tappa (Jaan Kirsipuu)
- Paris-Nice

2ª tappa (Jaan Kirsipuu)
- Tour de Pologne

2ª tappa (Jaan Kirsipuu)
3ª tappa (Jaan Kirsipuu)
4ª tappa (Jaan Kirsipuu)
- Tour Méditerranéen

1ª tappa (Jaan Kirsipuu)
- Tour Down Under

Classifica generale (Gilles Maignan)

### Corse in linea
- Quilan (Christophe Agnolutto)
- Classic Haribo (Jaan Kirsipuu)
- Tour de Vendée (Jaan Kirsipuu)

### Campionati nazionali
- Campionati estoni

In linea  (Lauri Aus)
Cronometro (Lauri Aus)